# 癌胎児性抗原
癌胎児性抗原（がんたいじせいこうげん、英: Carcinoembryonic antigen, CEA）は、腫瘍マーカーの一つで、細胞接着因子に関係する分子量約20万の糖タンパク質である。1965年にカナダのフィル・ゴールドとサミュエル・O・フリードマンがヒトの大腸癌の組織から最初に抽出したが、大腸癌組織のみならず2-6月齢の胎児の消化管や肝臓および膵臓にも存在することが判明したため癌胎児性抗原と命名した。

## 概要
このCEAという腫瘍マーカーのみで癌を検出することは困難である。補助的検査に使用され、他の腫瘍マーカーや臨床検査方法（CT検査、MRI検査、内視鏡検査、超音波）などと併用される。高値である場合は、他の診断方法を併用し精密検査を行う。1から2か月程度の期間をおいた後に再検査を行い、変動が無ければ高値でも問題ないこともある。また、外科手術後の経過観察にも用いられ、再発・転移の有無判断材料のひとつとしても利用される。とくに肺腺癌においては陽性率が高いとされている。一方、胃癌に於いては術後の高値と再発の相関は低いとする報告がある。
癌胎児性抗原に関係した細胞接着因子を構成するヒトの遺伝子はCEACAM1, CEACAM3, CEACAM4, CEACAM5, CEACAM6, CEACAM7, CEACAM8, CEACAM16, CEACAM18, CEACAM19, CEACAM20, CEACAM21などがある。

## 基準値
正常値 ： 5 ng/mL以下 (0.1 - 5.0 ng/mL)

## 高値を示す病態
主に腺癌に対する指標となるが、腫瘍がなくても加齢や喫煙により数値の上昇が見られることがある。また、夏期の週間平均気温が25℃を超えた急激な上昇は一過性のCEA高値を示すことがあるとの報告がある。
悪性疾患
消化器癌（大腸癌、胃癌、胆道癌、膵臓癌、肝臓癌 など）
その他の癌（肺癌、乳癌、子宮癌、尿路系癌、甲状腺髄様癌 など）
肺癌のうち非小細胞肺癌の30%から50%で上昇。
良性疾患
肝炎（急性・慢性）、肝硬変、閉塞性黄疸、潰瘍性大腸炎、胃潰瘍、糖尿病、慢性肺疾患、甲状腺機能低下症、腎不全、粘液嚢胞腺腫、原発性肺クリプトコッカス症大腸憩室炎 など。

## 参考書籍
- 黒木政秀, 田中俊裕, 黒木求 ほか, 「癌の診断と治療における腫瘍マーカーCEA の意義：その温故知新」『日本分子腫瘍マーカー研究会誌』 24巻 2009年 p.3-4, doi:10.11241/jsmtmr.24.3
- 高久史麿監修『臨床データブック 2014-2015』(医学書院、2013） , ISBN 9784260020756